# گمینا ماشوو (استان لوبوسکی)
گمینا ماشوو (استان لوبوسکی) (به لهستانی:  Gmina Maszewo) یک گمینا در لهستان است که در شهرستان کروسنو اودژانگسکیه واقع شده‌است. گمینا ماشوو ۲۱۳٫۵۶ کیلومتر مربع مساحت و ۲٬۹۵۸ نفر جمعیت دارد.